# Cantone di Gy
Il Cantone di Gy era una divisione amministrativa dell'Arrondissement di Vesoul.
A seguito della riforma approvata con decreto del 17 febbraio 2014, che ha avuto attuazione dopo le elezioni dipartimentali del 2015, è stato soppresso.

## Composizione
Comprendeva 20 comuni:
- Autoreille
- Bonnevent-Velloreille
- Bucey-lès-Gy
- La Chapelle-Saint-Quillain
- Choye
- Citey
- Étrelles-et-la-Montbleuse
- Frasne-le-Château
- Gézier-et-Fontenelay
- Gy
- Montboillon
- Oiselay-et-Grachaux
- Vantoux-et-Longevelle
- Vaux-le-Moncelot
- Velleclaire
- Vellefrey-et-Vellefrange
- Vellemoz
- Velloreille-lès-Choye
- Villefrancon
- Villers-Chemin-et-Mont-lès-Étrelles